# Guvernul Barbu Catargiu (București)
Guvernul Barbu Catargiu (București) a fost un consiliu de miniștri care a guvernat Principatul Munteniei în perioada 30 aprilie - 12 mai 1861.

## Componență
- Președintele Consiliului de Miniștri

Barbu Catargiu (30 aprilie - 12 mai 1861)
- Ministrul de interne

Barbu Catargiu (30 aprilie - 12 mai 1861)
- Ministrul de externe

Apostol Arsache (30 aprilie - 12 mai 1861)
- Ministrul finanțelor

Dimitrie Ghica (30 aprilie - 12 mai 1861)
- Ministrul justiției

Constantin N. Brăiloiu (30 aprilie - 12 mai 1861)
- Ministrul cultelor

Ioan C. Cantacuzino (30 aprilie - 12 mai 1861)
- Ministrul de război

Colonel Istratie Sămășescu (30 aprilie - 12 mai 1861)
- Ministrul controlului (Ministerul avea atribuțiile Curții de Conturi)

Constantin Filipescu (30 aprilie - 12 mai 1861)

## Sursă
- Stelian Neagoe - "Istoria guvernelor României de la începuturi - 1859 până în zilele noastre - 1995" (Ed. Machiavelli, București, 1995)

| Precedat(ă) de: Guvernul Manolache Costache Epureanu (București) | Guvernul Barbu Catargiu (București) 30 aprilie - 12 mai 1861 | Succedat(ă) de: Guvernul Ștefan Golescu (București) |